# UCI Europe Tour 2024
L'UCI Europe Tour 2024 è stata la ventesima edizione dell'UCI Europe Tour, uno dei cinque circuiti continentali di ciclismo dell'Unione Ciclistica Internazionale, il suo calendario è composto da 195 corse che si disputano in Europa.
Durante tutta la stagione i punti sono stati assegnati ai vincitori delle gare in linea, ai primi della classifica generale e ai vincitori di ogni tappa delle corse a tappe. La qualità e la complessità di una gara ha determinato anche quanti punti sono stati assegnati ai primi classificati: più alto era il punteggio UCI di una gara, più punti sono stati assegnati.
La classificazione UCI dal più alto al più basso è stata la seguente:
- corse di un giorno: 1.1 e 1.2;
- corse a tappe: 2.1 e 2.2.

## Squadre
Le squadre che possono partecipare alle differenti gare dipendono dalla categoria di appartenenza della corsa. Di seguito la tabella completa con il regolamento.
| Categoria | Categoria                | Squadre                                                                          |
| --------- | ------------------------ | -------------------------------------------------------------------------------- |
| .1        | 1.1 (Corse di un giorno) | * Squadre World Tour (max 50%) * Pro Team * Continental Team * Squadre Nazionali |
| .1        | 2.1 (Corse a tappe)      | * Squadre World Tour (max 50%) * Pro Team * Continental Team * Squadre Nazionali |
| .2        | 1.2 (Corse di un giorno) | * Pro Team * Continental Team * Squadre Nazionali * Squadre regionali e di club  |
| .2        | 2.2 (Corse a tappe)      | * Pro Team * Continental Team * Squadre Nazionali * Squadre regionali e di club  |

## Calendario

### Gennaio
| Data | Prova                                            | Cat. | Vincitore           | Squadra               |
| ---- | ------------------------------------------------ | ---- | ------------------- | --------------------- |
| 20   | Clàssica Comunitat Valenciana 1969 (2024)        | 1.1  | Dylan Groenewegen   | Team Jayco AlUla      |
| 21   | Ruta de la Cerámica-Gran Premio Castellón (2024) | 1.1  | Michael Matthews    | Team Jayco AlUla      |
| 24   | Trofeo Calvià (2024)                             | 1.1  | Simon Carr          | EF Education-EasyPost |
| 25   | Trofeo Alcúdia-Port d'Alcúdia (2024)             | 1.1  | Paul Magnier        | Soudal Quick-Step     |
| 26   | Trofeo Serra de Tramuntana (2024)                | 1.1  | Lennert Van Eetvelt | Lotto Dstny           |
| 27   | Trofeo Port d'Andratx-Port de Pollença (2024)    | 1.1  | Pelayo Sánchez      | Movistar Team         |
| 28   | Grand Prix Cycliste la Marseillaise (2024)       | 1.1  | Kevin Geniets       | Groupama-FDJ          |
| 28   | Trofeo Playa de Palma-Palma (2024)               | 1.1  | Gerben Thijssen     | Intermarché-Wanty     |
| 31-4 | Étoile de Bessèges (2024)                        | 2.1  | Mads Pedersen       | Lidl-Trek             |

### Febbraio
| Data  | Prova                                | Cat. | Vincitore        | Squadra                         |
| ----- | ------------------------------------ | ---- | ---------------- | ------------------------------- |
| 3     | Grand Prix Apollon Temple (2024)     | 1.2  | Binyan Ma        | China Glory-Mentech CT          |
| 8-11  | Tour de la Provence (2024)           | 2.1  | Mads Pedersen    | Lidl-Trek                       |
| 8-11  | Tour of Antalya (2024)               | 2.1  | Davide Piganzoli | Team Polti Kometa               |
| 10    | Vuelta a Murcia (2024)               | 1.1  | Ben O'Connor     | Decathlon AG2R La Mondiale Team |
| 12    | Clásica Jaén Paraiso Interior (2024) | 1.1  | Oier Lazkano     | Movistar Team                   |
| 16    | Classic Var (2024)                   | 1.1  | Lenny Martinez   | Groupama-FDJ                    |
| 17-18 | Tour des Alpes-Maritimes (2024)      | 2.1  | Benoît Cosnefroy | Decathlon AG2R La Mondiale Team |
| 22-25 | Gran Camiño (2024)                   | 2.1  | Jonas Vingegaard | Team Visma-Lease a Bike         |
| 25    | Alanya Cup (2024)                    | 1.2  | Julien Trarieux  | China Glory-Mentech CT          |
| 27    | Le Samyn (2024)                      | 1.1  | Laurenz Rex      | Intermarché-Wanty               |
| 28    | Umag Trophy (2024)                   | 1.2  | Matthew Brennan  | Team Visma-Lease a Bike DT      |

### Marzo
| Data  | Prova                                                 | Cat. | Vincitore             | Squadra                         |
| ----- | ----------------------------------------------------- | ---- | --------------------- | ------------------------------- |
| 2     | Grand Prix Criquielion (2024)                         | 1.1  | Alec Segaert          | Lotto Dstny                     |
| 2     | Syedra Ancient City (2024)                            | 1.2  | Xianjing Lyu          | China Glory-Mentech CT          |
| 2     | Le Tour des 100 Communes (2024)                       | 1.2  | Halvor Dolven         | Uno-X Mobility Development Team |
| 2     | Ster van Zwolle (2024)                                | 1.2  | Nicklas Amdi Pedersen | TDT-Unibet                      |
| 2-3   | Visit South Aegean Islands (2024)                     | 2.2  | André Drege           | Team Coop-Repsol                |
| 3     | Grote Prijs Jean-Pierre Monseré (2024)                | 1.1  | Jarne Van De Paar     | Lotto Dstny                     |
| 3     | Grand Prix de la Ville de Lillers (2024)              | 1.2  | Emmanuel Morin        | Van Rysel-Roubaix               |
| 3     | Poreč Trophy (2024)                                   | 1.2  | Matthew Brennan       | Team Visma-Lease a Bike DT      |
| 7-10  | Istrian Spring Trophy (2024)                          | 2.2  | Noa Isidore           | Decathlon AG2R La Mondiale DT   |
| 9     | International Rhodes Grand Prix (2024)                | 1.2  | Tyler Stites          | Project Echelon Racing          |
| 14-17 | International Tour of Rhodes (2024)                   | 2.2  | André Drege           | Team Coop-Repsol                |
| 15    | Youngster Coast Challenge (2024)                      | 1.2U | Niklas Behrens        | Lidl-Trek Future Racing         |
| 16    | Classic Loire Atlantique (2024)                       | 1.1  | Paul Lapeira          | Decathlon AG2R La Mondiale Team |
| 17    | Cholet Agglo Tour (2024)                              | 1.1  | Paul Lapeira          | Decathlon AG2R La Mondiale Team |
| 17    | Clássica da Arrábida (2024)                           | 1.2  | Joseba López          | Caja Rural-Seguros RGA          |
| 17    | Dorpenomloop Rucphen (2024)                           | 1.2  | Johan Dorussen        | DT DSM-Firmenich PostNL         |
| 17    | GP Slovenian Istria (2024)                            | 1.2  | Marcin Budziński      | Mazowsze Serce Polski           |
| 17    | La Popolarissima (2024)                               | 1.2  | Daniel Skerl          | CTF Victorious                  |
| 19    | GP Brda-Collio (2024)                                 | 1.2  | Marcin Budziński      | Mazowsze Serce Polski           |
| 19-23 | Settimana Internazionale di Coppi e Bartali (2024)    | 2.1  | Koen Bouwman          | Team Visma-Lease a Bike         |
| 20-24 | Olympia's Tour (2024)                                 | 2.2  | Tim Torn Teutenberg   | Lidl-Trek Future Racing         |
| 20-24 | Volta ao Alentejo (2024)                              | 2.2  | Eduard Prades         | Caja Rural-Seguros RGA          |
| 21    | GP Goriška & Vipava Valley (2024)                     | 1.2  | Mattia Negrente       | Astana Qazaqstan DT             |
| 24    | La Roue Tourangelle Région Centre Val de Loire (2024) | 1.1  | Jason Tesson          | TotalEnergies                   |
| 24    | Grand Prix Adria Mobil (2024)                         | 1.2  | Žak Eržen             | CTF Victorious                  |
| 27    | Parigi-Camembert (2024)                               | 1.1  | Benoît Cosnefroy      | Decathlon AG2R La Mondiale Team |
| 29    | Route Adélie de Vitré (2024)                          | 1.1  | Jenthe Biermans       | Arkéa-B&B Hotels                |
| 30    | Volta Limburg Classic (2024)                          | 1.1  | Timo Kielich          | Alpecin-Deceuninck              |

### Aprile
| Data  | Prova                                                 | Cat. | Vincitore                          | Squadra                            |
| ----- | ----------------------------------------------------- | ---- | ---------------------------------- | ---------------------------------- |
| 1°    | Giro del Belvedere (2024)                             | 1.2U | Gal Glivar                         | UAE Team Emirates Gen Z            |
| 2     | Gran Premio Palio del Recioto (2024)                  | 1.2U | Alessandro Pinarello               | VF Group-Bardiani CSF-Faizanè      |
| 2-5   | Région Pays de la Loire Tour (2024)                   | 2.1  | Marijn van den Berg                | EF Education-EasyPost              |
| 4-7   | Circuit des Ardennes International (2024)             | 2.2  | Joseph Blackmore                   | Israel-Premier Tech Academy        |
| 4-7   | Tour of Mersin (2024)                                 | 2.2  | Marcin Budziński                   | Mazowsze Serce Polski              |
| 5-7   | Tour of Thessaly                                      | 2.2  | annullata                          | annullata                          |
| 7     | Parigi-Roubaix Espoirs (2024)                         | 1.2U | Tim Torn Teutenberg                | Lidl-Trek Future Racing            |
| 7     | Trofeo Piva (2024)                                    | 1.2U | Pavel Novák                        | Team MBH Bank Colpack Ballan       |
| 9-12  | Giro d'Abruzzo (2024)                                 | 2.1  | Aleksej Lucenko                    | Astana Qazaqstan Team              |
| 10-14 | Tour du Loir-et-Cher (2024)                           | 2.2  | Emil Toudal                        | Team ColoQuick                     |
| 12    | Classic Grand Besançon Doubs (2024)                   | 1.1  | Lenny Martinez                     | Groupama-FDJ                       |
| 13    | Tour du Jura Cycliste (2024)                          | 1.1  | David Gaudu                        | Groupama-FDJ                       |
| 13    | Arno Wallaard Memorial (2024)                         | 1.2  | Pete Uptegrove                     | Monda Vakantieparken-IJsselstreek  |
| 13    | Liegi-Bastogne-Liegi Under-23 (2024)                  | 1.2U | Joseph Blackmore                   | Israel-Premier Tech Academy        |
| 14    | Tour du Doubs (2024)                                  | 1.1  | Lenny Martinez                     | Groupama-FDJ                       |
| 14    | Trofeo Città di San Vendemiano (2024)                 | 1.2U | Florian Samuel Kajamini            | Team MBH Bank Colpack Ballan       |
| 18-21 | Belgrado-Banja Luka (2024)                            | 2.2  | Piotr Pekala                       | Santic-Wibatech                    |
| 21    | Giro di Romagna (2024)                                | 1.1  | António Morgado                    | UAE Team Emirates                  |
| 21    | Kattekoers (2024)                                     | 1.2U | Huub Artz                          | Wanty-ReUz-Technord                |
| 21    | Giro della Provincia di Biella (2024)                 | 1.2  | Florian Samuel Kajamini            | Team MBH Bank Colpack Ballan       |
| 25    | Gran Premio della Liberazione (2024)                  | 1.2U | Davide Donati                      | Biesse-Carrera                     |
| 25-1º | Tour de Bretagne (2024)                               | 2.2  | Jakob Söderqvist                   | Lidl-Trek Future Racing            |
| 26-28 | Vuelta a Asturias (2024)                              | 2.1  | Isaac Del Toro                     | UAE Team Emirates                  |
| 28    | Famenne Ardenne Classic (2024)                        | 1.1  | Arnaud De Lie                      | Lotto Dstny                        |
| 28    | Rutland-Melton International Cicle Classic            | 1.2  | cancellata per motivi di sicurezza | cancellata per motivi di sicurezza |
| 28    | GP de la Somme «Conseil Départemental 80» (2024)      | 1.2  | Corentin Devroute                  | SCO Dijon-Team Matériel-Velo.com   |
| 28    | International Raffeisenbank Kirschblütenrennen (2024) | 1.2  | Lukáš Kubiš                        | Elkov-Kasper                       |
| 30-5  | Carpathian Couriers Race                              | 2.2U | annullata                          | annullata                          |

### Maggio
| Data  | Prova                                                       | Cat. | Vincitore               | Squadra                            |
| ----- | ----------------------------------------------------------- | ---- | ----------------------- | ---------------------------------- |
| 1º    | Eschborn-Francoforte Under-23 (2024)                        | 1.2U | Wessel Mouris           | Metec-Solarwatt p/b Mantel         |
| 1°    | GP Vorarlberg (2024)                                        | 1.2  | Jaka Primožič           | Hrinkow Advarics                   |
| 1°    | Omloop van het Waasland (2024)                              | 1.2  | Samuel Leroux           | Van Rysel-Roubaix                  |
| 1°-5  | Ronde de l'Isard (2024)                                     | 2.2U | Darren van Bekkum       | Team Visma-Lease a Bike Dev.       |
| 3-5   | GP Beiras e Serra da Estrela (2024)                         | 2.1  | Artëm Nyč               | Sabgal-Anicolor                    |
| 4     | Ronde van Overijssel (2024)                                 | 1.2  | Declan Trezise          | ARA-Skip Capital                   |
| 4     | Sundvolden GP (2024)                                        | 1.2  | Idar Andersen           | Uno-X Mobility Development Team    |
| 5     | Elfstedenronde (2024)                                       | 1.1  | Alexander Kristoff      | Uno-X Mobility                     |
| 5     | Circuito del Porto-Trofeo Internazionale Arvedi (2024)      | 1.2  | Jakub Mareczko          | Corratec Vini Fantini              |
| 8-12  | Flèche du Sud (2024)                                        | 2.2  | Pim Ronhaar             | Baloise-Trek Lions                 |
| 9     | Circuit de Wallonie (2024)                                  | 1.1  | Arnaud De Lie           | Lotto Dstny                        |
| 11    | Tour du Finistère (2024)                                    | 1.1  | Benoît Cosnefroy        | Decathlon AG2R La Mondiale Team    |
| 11    | Silesian Classic (2024)                                     | 1.2  | Jakub Otruba            | ATT Investments                    |
| 11-12 | Tour of Kırıkkale                                           | 1.2  | annullata               | annullata                          |
| 12    | Boucles de l'Aulne-Châteaulin (2024)                        | 1.1  | Axel Zingle             | Cofidis                            |
| 12    | Flèche Ardennaise (2024)                                    | 1.2  | Milan Donie             | Lotto Dstny Development Team       |
| 12    | Gran Premio Industrie del Marmo (2024)                      | 1.2U | Tommaso Dati            | Biesse-Carrera                     |
| 15-19 | International Tour of Hellas (2024)                         | 2.1  | Riccardo Zoidl          | Team Felt Felbermayr               |
| 16-19 | Tour of Sakarya (2024)                                      | 2.2  | Willie Smit             | China Glory-Mentech CT             |
| 18    | Veenendaal-Veenendaal Classic (2024)                        | 1.1  | Tord Gudmestad          | Uno-X Mobility                     |
| 19    | Antwerp Port Epic (2024)                                    | 1.1  | Alexander Kristoff      | Uno-X Mobility                     |
| 19    | GP Gorenjska (2024)                                         | 1.2  | Michal Schuran          | ATT Investments                    |
| 20    | Ronde van Limburg (2024)                                    | 1.2  | Dylan Groenewegen       | Team Jayco AlUla                   |
| 20    | Parigi-Troyes (2024)                                        | 1.2  | Liam Walsh              | Team BridgeLane                    |
| 20-24 | Tour of Albania (2024)                                      | 2.2  | Veljko Stojnić          | Serbia                             |
| 22-26 | Alpes Isère Tour (2024)                                     | 2.2  | Jarno Widar             | Lotto Dstny Development Team       |
| 23-26 | Tour de Mirabelle (2024)                                    | 2.1  | Oscar Nilsson-Julien    | AVC Aix-en-Provence                |
| 24-25 | Tour of Estonia (2024)                                      | 2.1  | Siim Kiskonen           | Voltas-Tartu 2024 by CCN           |
| 25    | Marcel Kint Classic                                         | 1.1  | annullata               | annullata                          |
| 25    | Due Giorni Marchigiana-GP Santa Rita (2024)                 | 1.2  | Kyrylo Carenko          | Corratec Vini Fantini              |
| 25    | Grand Prix Herning (2024)                                   | 1.2  | Rasmus Søjberg Pedersen | Danimarca                          |
| 26    | Rund um Köln (2024)                                         | 1.1  | Casper van Uden         | Team DSM-Firmenich PostNL          |
| 26    | Due Giorni Marchigiana-Trofeo Città di Castelfidardo (2024) | 1.2  | Francesco Della Lunga   | Hopplà-Petroli Firenze-Don Camillo |
| 26    | Fyen Rundt (2024)                                           | 1.2  | Lasse Norman Leth       | Team CO:PLAY-Giant Store           |
| 26    | Omloop der Kempen (2024)                                    | 1.2  | Martijn Rasenberg       | Parkhotel Valkenburg               |
| 29    | Mercan'Tour Classic Alpes-Maritimes (2024)                  | 1.1  | Lenny Martinez          | Groupama-FDJ                       |
| 30-2  | Ronde de l'Oise (2024)                                      | 2.2  | Pierre Barbier          | Philippe Wagner-Bazin              |
| 30-2  | Tour of Malopolska (2024)                                   | 2.2  | Riccardo Zoidl          | Team Felt Felbermayr               |

### Giugno
| Data  | Prova                                                          | Cat. | Vincitore          | Squadra                            |
| ----- | -------------------------------------------------------------- | ---- | ------------------ | ---------------------------------- |
| 1°    | Heistse Pijl (2024)                                            | 1.1  | Alexander Kristoff | Uno-X Mobility                     |
| 1°    | Trofeo Alcide De Gasperi                                       | 1.2  | annullata          | annullata                          |
| 2     | Classica Andorra Primeus                                       | 1.1  | annullata          | annullata                          |
| 2     | Klaipėda Grand Prix                                            | 1.2  | annullata          | annullata                          |
| 2     | Memorial Philippe Van Coningsloo                               | 1.2  | annullata          | annullata                          |
| 2     | Coppa della Pace (2024)                                        | 1.2U | Kevin Pezzo Rosola | General Store-Essegibi-F.Lli Curia |
| 5-9   | Ster ZLM Toer (2024)                                           | 2.1  | Rune Herregodts    | Intermarché-Wanty                  |
| 5-9   | Tour of Lithuania (2024)                                       | 2.2  | Mads Andersen      | Airtox-Carl Ras                    |
| 7     | Grosser Preis des Kantons Aargau (2024)                        | 1.1  | Maxim Van Gils     | Lotto Dstny                        |
| 7-9   | JSW Cup                                                        | 1.1  | annullata          | annullata                          |
| 9-16  | Giro Next Gen (2024)                                           | 2.2U | Jarno Widar        | Lotto Dstny                        |
| 12-16 | Tour de Kurpie (2024)                                          | 2.2  | Tobiasz Pawlak     | Mazowsze Serce Polski              |
| 13-16 | Oberösterreich Rundfahrt (2024)                                | 2.2  | Adrien Maire       | TDT-Unibet                         |
| 15-16 | Route d'Occitanie                                              | 2.1  | annullata          | annullata                          |
| 23    | Per sempre Alfredo (2024)                                      | 1.1  | Alberto Bettiol    | EF Education-EasyPost              |
| 26-29 | Course Cycliste Solidarnosc et des Champions Olympiques (2024) | 2.2  | Tobiasz Pawlak     | Mazowsze Serce Polski              |
| 26-30 | Okolo Slovenska (2024)                                         | 2.1  | Mauro Schmid       | Team Jayco AlUla                   |
| 30    | Midden-Brabant Poort Omloop (2024)                             | 1.2  | Floris Van Tricht  | Israel Premier Tech Academy        |
| 30    | SD WORX BW Classic (2024)                                      | 1.2  | Laurens Sweeck     | Alpecin-Deceuninck DT              |

### Luglio
| Data  | Prova                                             | Cat. | Vincitore                  | Squadra                                   |
| ----- | ------------------------------------------------- | ---- | -------------------------- | ----------------------------------------- |
| 2     | Trofeo Città di Brescia (2024)                    | 1.2  | Manuel Oioli               | Q36.5 Continental Team                    |
| 2-7   | Österreich-Rundfahrt (2024)                       | 2.1  | Diego Ulissi               | UAE Team Emirates                         |
| 6     | GP Yıldızdağ (2024)                               | 1.2  | Samet Bulut                | Istanbul Büyükșehir Belediye Spor Türkiye |
| 6     | Visegrad 4 Kerekparverseny (2024)                 | 1.2  | Tilen Finkšt               | Adria Mobil                               |
| 6-9   | Sibiu Cycling Tour (2024)                         | 2.1  | Florian Lipowitz           | Red Bull-Bora-Hansgrohe                   |
| 7     | Giro del Medio Brenta (2024)                      | 1.2  | Sergio Meris               | Team MBH Bank Colpack Ballan              |
| 7     | Maurienne Classic                                 | 1.2  | annullata                  | annullata                                 |
| 7     | Visegrad 4 Bicycle Race-GP Slovakia (2024)        | 1.2  | Martin Voltr               | Pierre Baguette Cycling                   |
| 10    | Giro della Città Metropolitana di Reggio Calabria | 1.1  | annullata                  | annullata                                 |
| 10-12 | Settimana Ciclistica Lombarda                     | 2.1  | annullata                  | annullata                                 |
| 11-14 | Troféu Joaquim Agostinho (2024)                   | 2.2  | Orluis Aular               | Caja Rural-Seguros RGA                    |
| 12-14 | Gemenc Grand Prix                                 | 2.2  | annullata                  | annullata                                 |
| 13    | Grand Prix Altınkale (2024)                       | 1.2  | Maximilian Stedman         | Istanbul Büyükșehir Belediye Spor Türkiye |
| 13-15 | Tour de l'Ain (2024)                              | 2.1  | Jefferson Alexander Cepeda | EF Education-EasyPost                     |
| 14    | Giro dell'Appennino (2024)                        | 1.1  | Jan Christen               | UAE Team Emirates                         |
| 15    | Clàssica Terres de l´Ebre (2024)                  | 1.2  | Abel Balderstone           | Caja Rural-Seguros RGA                    |
| 17-21 | Giro della Valle d'Aosta (2024)                   | 2.2U | Jarno Widar                | Lotto Dstny Development Team              |
| 20    | Visegrad 4 Bicycle Race-GP Czech Republic (2024)  | 1.2  | Martin Voltr               | Pierre Baguette Cycling                   |
| 20-21 | Tour de Savoie Mont-Blanc                         | 2.2  | annullata                  | annullata                                 |
| 21    | Grand Prix de la ville de Pérenchies (2024)       | 1.2  | Théo Delacroix             | St Michel-Mavic-Auber93                   |
| 21    | Visegrad 4 Bicycle Race-GP Polski (2024)          | 1.2  | Lukáš Kubiš                | Elkov-Kasper                              |
| 23    | Vuelta a Castilla y León (2024)                   | 1.1  | Caleb Ewan                 | Team Jayco AlUla                          |
| 23    | Memoriał Andrzeja Trochanowskiego (2024)          | 1.2  | Norbert Banaszek           | Mazowsze Serce Polski                     |
| 24-27 | Dookoła Mazowsza (2024)                           | 2.2  | Bartłomiej Proć            | Santic-Wibatech                           |
| 24-28 | Tour Alsace (2024)                                | 2.2  | Joris Delbove              | St Michel-Mavic-Auber93                   |
| 24-4  | Volta a Portugal (2024)                           | 2.1  | Artëm Nyč                  | Sabgal-Anicolor                           |
| 25    | Prueba Villafranca de Ordizia (2024)              | 1.1  | Jan Christen               | UAE Team Emirates                         |
| 25-28 | Giro della Repubblica Ceca (2024)                 | 2.1  | Marc Hirschi               | UAE Team Emirates                         |
| 27-29 | Kreiz Breizh Elites (2024)                        | 2.2  | Florian Dauphin            | Arkéa-B&B Hôtels Continentale             |
| 28    | Puchar Ministra Obrony Narodowej (2024)           | 1.2  | Konrad Czabok              | Mazowsze Serce Polski                     |

### Agosto
| Data  | Prova                                               | Cat. | Vincitore                    | Squadra                                   |
| ----- | --------------------------------------------------- | ---- | ---------------------------- | ----------------------------------------- |
| 4     | Cupa Max Ausnit (2024)                              | 1.2  | Kyrylo Carenko               | Corratec Vini Fantini                     |
| 7-9   | Tour of Szeklerland (2024)                          | 2.2  | Lev Gonov                    | Astana Qazaqstan DT                       |
| 10    | Memoriał Henryka Łasaka                             | 1.2  | annullata                    | annullata                                 |
| 11    | Circuito de Getxo (2024)                            | 1.1  | Jon Barrenetxea              | Movistar Team                             |
| 11    | La Poly Normande (2024)                             | 1.1  | Paul Lapeira                 | Decathlon AG2R La Mondiale Team           |
| 11    | Gran Premio Sportivi di Poggiana (2024)             | 1.2U | Jørgen Nordhagen             | Team Visma-Lease a Bike Devo              |
| 11    | Memoriał Jana Magiery                               | 1.2  | annullata                    | annullata                                 |
| 13-16 | Tour du Limousin (2024)                             | 2.1  | Alex Baudin                  | Decathlon AG2R La Mondiale Team           |
| 14-18 | Turul României (2024)                               | 2.2  | Ilkhan Dostiyev              | Astana Qazaqstan DT                       |
| 15    | Grote Prijs Jef Scherens (2024)                     | 1.1  | Markus Hoelgaard             | Uno-X Mobility                            |
| 16    | Gran Premio Capodarco (2024)                        | 1.2U | Filippo D'Aiuto              | General Store-Essegibi-F.Lli Curia        |
| 18    | Egmont Cycling Race                                 | 1.1  | annullata                    | annullata                                 |
| 20-23 | Tour du Poitou-Charentes (2024)                     | 2.1  | Søren Wærenskjold            | Uno-X Mobility                            |
| 21-24 | Tour Battle of Warsaw (2024)                        | 2.2  | Alan Banaszek                | Mazowsze Serce Polski                     |
| 22-25 | Baltic Chain Tour                                   | 2.2  | annullata                    | annullata                                 |
| 22-25 | West Bohemia Tour (2024)                            | 2.2U | Victor Vaneeckhoutte         | Lotto Dstny Development Team              |
| 23    | Druivenkoers-Overijse (2024)                        | 1.1  | Jelte Krijnsen               | Q36.5 Pro Cycling Team                    |
| 23-1° | Tour Cycliste International de la Guadeloupe (2024) | 2.2  | Kevin David Castillo Miranda | Team Sistecredito                         |
| 24    | Grand Prix Soğanlı (2024)                           | 1.2  | Natnael Berhane              | Istanbul Büyükșehir Belediye Spor Türkiye |
| 24-29 | Tour de Bulgarie (2024)                             | 2.2  | Matteo Malucelli             | JCL Team UKYO                             |
| 25    | Grand Prix de Plouay (2024)                         | 1.2  | Pierre Henry Basset          | CIC U Nantes Atlantique                   |
| 25    | Ronde van de Achterhoek (2024)                      | 1.2  | Stian Rosenlund              | Airtox-Carl Ras                           |
| 25    | Grand Prix Kaisareia (2024)                         | 1.2  | Benjamin Dyball              | Victoire Hiroshima                        |
| 28    | Muur Classic Geraardsbergen (2024)                  | 1.2  | Jenno Berckmoes              | Lotto Dstny                               |
| 29-31 | Flanders Tomorrow Tour                              | 2.2U | annullata                    | annullata                                 |
| 30-2  | Tour of Routhe Salvation (2024)                     | 2.2  | Rutger Wouters               | Cycling Vlaanderen                        |
| 31-1° | In the footsteps of the Romans (2024)               | 2.2  | Alin Toader                  | Team Novák                                |

### Settembre
| Data  | Prova                                           | Cat. | Vincitore           | Squadra                       |
| ----- | ----------------------------------------------- | ---- | ------------------- | ----------------------------- |
| 1°    | Grand Prix Kranj (2024)                         | 1.2  | Roman Ermakov       | CTF Victorious                |
| 4-7   | Giro della Regione Friuli Venezia Giulia (2024) | 2.2  | Jørgen Nordhagen    | Team Visma-Lease a Bike Devo  |
| 5-7   | Tour of Kosovo                                  | 2.2  | annullata           | annullata                     |
| 5-8   | Okolo Jižních Čech (2024)                       | 2.2  | Marcin Budziński    | Mazowsze Serce Polski         |
| 7     | Grote Prijs Rik Van Looy (2024)                 | 1.2  | Simon Dehairs       | Alpecin-Deceuninck DT         |
| 7     | Lillehammer GP                                  | 1.2  | annullata           | annullata                     |
| 8     | Grote Prijs Stad Halle (2024)                   | 1.2  | Federico Savino     | Soudal-Quick-Step Devo Team   |
| 8     | Gylne Gutuer                                    | 1.2  | annullata           | annullata                     |
| 11    | Giro di Toscana (2024)                          | 1.1  | Clément Champoussin | Arkéa-B&B Hotels              |
| 12-15 | Tour of İstanbul (2024)                         | 2.1  | Mathieu Burgaudeau  | TotalEnergies                 |
| 14    | Memorial Marco Pantani (2024)                   | 1.1  | Marc Hirschi        | UAE Team Emirates             |
| 15    | Grand Prix d'Isbergues (2024)                   | 1.1  | Arvid de Kleijn     | Tudor Pro Cycling Team        |
| 15    | Trofeo Matteotti (2024)                         | 1.1  | Orluis Aular        | Caja Rural-Seguros RGA        |
| 18-22 | Adriatica Ionica Race                           | 2.1  | annullata           | annullata                     |
| 20    | Kampioenschap van Vlaanderen (2024)             | 1.1  | Tim Merlier         | Soudal Quick-Step             |
| 22    | Gooikse Pijl (2024)                             | 1.1  | Tim Merlier         | Soudal Quick-Step             |
| 22    | Parigi-Chauny (2024)                            | 1.1  | Arnaud Démare       | Arkéa-B&B Hotels              |
| 24    | Ruota d'Oro (2024)                              | 1.2U | Roman Ermakov       | CTF Victorious                |
| 25    | Omloop van het Houtland (2024)                  | 1.1  | Max Walscheid       | Team Jayco AlUla              |
| 27-29 | Tour d'Eure-et-Loir (2024)                      | 2.2  | Antoine L'Hote      | Decathlon AG2R La Mondiale DT |
| 28    | Grand Prix Pino Cerami (2024)                   | 1.2  | Sente Sentjens      | Alpecin-Deceuninck DT         |

### Ottobre
| Data  | Prova                             | Cat. | Vincitore          | Squadra                          |
| ----- | --------------------------------- | ---- | ------------------ | -------------------------------- |
| 1°    | Binche-Chimay-Binche (2024)       | 1.1  | Arnaud De Lie      | Lotto Dstny                      |
| 1°    | Coppa Città di San Daniele (2024) | 1.2  | Jørgen Nordhagen   | Team Visma-Lease a Bike Devo     |
| 1°-6  | Giro di Croazia (2024)            | 2.1  | Brandon McNulty    | UAE Team Emirates                |
| 2     | Betcity Elfstedenrace (2024)      | 1.1  | Taco van der Hoorn | Intermarché-Wanty                |
| 3     | Parigi-Bourges                    | 1.1  | annullata          | annullata                        |
| 5     | Tour de Vendée                    | 1.1  | annullata          | annullata                        |
| 5     | Il Lombardia Under 23 (2024)      | 1.2U | Brieuc Rolland     | Equipe continentale Groupama-FDJ |
| 5-6   | Tour of Beykoz                    | 2.2  | annullata          | annullata                        |
| 6     | Coppa Agostoni (2024)             | 1.1  | Marc Hirschi       | UAE Team Emirates                |
| 6     | Parigi-Tours Espoirs (2024)       | 1.2U | Antoine L'Hote     | Decathlon AG2R La Mondiale DT    |
| 11-13 | Tour de Serbie (2024)             | 2.2  | Quinten Veling     | Wielerploeg Groot Amsterdam      |
| 13    | Chrono des Nations (2024)         | 1.1  | Stefan Küng        | Groupama-FDJ                     |
| 13    | Trofeo Baracchi                   | 1.1  | annullata          | annullata                        |